# Silke Helfrich
Silke Helfrich (1967 – 2021) fue una activista y académica alemana, conocida por sus contribuciones a los bienes comunes como paradigma sociopolítico.  Junto con  David Bollier, fue considerada una de las voces internacionales más importantes sobre los bienes comunes.    Fue directora regional para América Latina de la Fundación Heinrich Böll, ligada al Partido Verde Alemán.

## Educación y carrera
Nació en 1967,  en un pequeño pueblo de Turingia en las montañas del Ródano .  Estudió lenguas romances y pedagogía en la Universidad de Leipzig,  lo que le permitió hablar 6 idiomas.  Fue directora general para Turingia hasta 1999 de la fundación Heinrich Böll,  y más tarde directora regional para América Latina hasta 2007.  Durante este tiempo se centró en temas de globalización, género y derechos humanos.   Sus 8 años viviendo en América Latina la hicieron interesarse por los bienes comunes. 
Desde 2007 trabajó como autora independiente, activista y académica y escribió varios libros sobre los bienes comunes en inglés  y en alemán.  Fue amiga de  y Tradujo al alemán las obras de la premio Nobel Elinor Ostrom.    Además, fue coautora habitual de David Bollier.  Su último libro  que continúa el trabajo de Christopher Alexander,  fue traducido al alemán,  al español,  al francés,  y al griego.  Sus libros han recibido amplios elogios,  por ejemplo, "Pensando el mundo mejor del mañana",  "Un nuevo paradigma para la organización de la vida pública y privada".  "Silke Helfrich ha logrado con esta obra una auténtica obra maestra",  "una visión verdaderamente apasionante de cómo podría ser el mundo después de éste". 
Interactuó regularmente con académicos, profesionales y formuladores de políticas, especialmente los relacionados con el Partido Verde.  Formó parte del consejo directivo de múltiples proyectos de investigación, sobre tecnologías P2P,   ecología,   o como parte de la Asociación Internacional para el Estudio de los Bienes Comunes . 

## Activismo y compromiso social
Participó en múltiples iniciativas relacionadas con los bienes comunes. Creó su Commons Blog en 2007, allí argumentó a favor de los bienes comunes como un proceso, la "comunización"  como una nueva narrativa,   y apoyó iniciativas orientadas a los bienes comunes en todo el mundo.    Relacionó sus ideas con el concepto del " buen vivir " (originalmente sumak kawsay ) del socialismo latinoamericano moderno,  la cooperativa venezolana Cecosesola,   o el movimiento de los Pueblos en Transición 
Fue cofundadora del Commons Strategies Group junto con David Bollier y Michel Bauwens,  aunque este último lo abandonó en 2018.  Este grupo realizó informes para el Instituto de Estudios Avanzados de Sostenibilidad,. Participó en conferencias internacionales sobre bienes comunes en Berlín,    Lehnin,  y Blankensee . 
De 2008 a 2013, Helfrich organizó un salón político interdisciplinario llamado “Tiempo para los comunes” en la Fundación Heinrich Böll.   Y desde 2012 hasta 2021, escuelas de verano anuales sobre bienes comunes  para que las personas "experimentaran de manera cocreativa los bienes comunes y los internalizaran". 
En Alemania, fue cofundadora del Commons Institute,  de la Red para la Transformación Económica,  e impulsó la creación de la red Fuchsmühlen en Werra-Meißner,  y la iniciativa Open Source Seeds.  También participó en Fundación Vía Libre Argentina. 
Falleció en un accidente de senderismo en los Alpes de Liechtenstein el 10 de noviembre de 2021.   Muchas instituciones  publicaron obituarios, entre ellas, el Instituto de Arte Casco de Holanda,  la Fundación Heinrich Böll,  y su filial sudafricana,  la Commons Network,  la Fundación Vía Libre de Argentina  o el periódico alemán Die Tageszeitung .  El Commons Institute tiene previsto crear una fundación en su nombre.   Era madre de dos hijos. 

## Obras seleccionadas
- Bollier, David; Helfrich, Silke (2019). Free, fair, and alive: the insurgent power of the Commons. Gabriola Island: New Society Publishers. ISBN 978-0-86571-921-7.
- Bollier, David; Helfrich, eds. (2015). Patterns of commoning. Amherst/Mass: CSG - Commons Strategies Group. ISBN 978-1-937146-83-2.
- Bollier, David; Helfrich, eds. (2012). The wealth of the commons: a world beyond market and state. Amherst, Mass: Levellers Press. ISBN 978-1-937146-14-6.
- Ostrom, Elinor; Helfrich, Silke (2012). Was mehr wird, wenn wir teilen: vom gesellschaftlichen Wert der Gemeingüter [What becomes more when we share. On the social value of the commons] (en alemán) (2. Auflage edición). München: oekom verlag. ISBN 978-3-86581-251-3.
- Ostrom, Elinor (2009).  Helfrich, Silke, ed. Wem gehört die Welt? zur Wiederentdeckung der Gemeingüter [Who Owns the World? The Rediscovery of the Commons] (en alemán). Heinrich-Böll-Stiftung (2. Auflage edición). München: Oekom-Verl., Ges. für Ökologische Kommunikation. ISBN 978-3-86581-133-2.